# Joventut de Badalona
Joventut de Badalona ist ein Basketballverein in der spanischen Stadt Badalona, Katalonien. Joventut wird von seinen Fans „La Penya“ (deutsch Die Clique) genannt und ist neben Real Madrid, CB Estudiantes und dem FC Barcelona einer der bekanntesten Basketballvereine der spanischen Asociación de Clubs de Baloncesto. Die Heimspielstätte ist der Pavelló Olímpic de Badalona mit 12.500 Plätzen.

## Geschichte
Der Basketballverein wurde am 30. März 1930 als Penya Spirit of Badalona gegründet. Im Jahre 1932 wurde er in Centre Esportiu Badaloni umbenannt, bevor er im Jahre 1939 seinen endgültigen Namen Club Joventut Badalona erhielt.

## Vereinsnamen
Der Vereinsname wurde wegen Sponsorenwechsel mehrmals verändert.
| - 1972–1977: Joventut Schweppes - 1978–1981: Joventut Freixenet - 1981–1982: Joventut Sony - 1982–1983: Joventut Fichet - 1983–1984: Joventut Massana - 1984–1987: Ron Negrita Joventut - 1987–1990: Ram Joventut - 1990–1992: Montigalá Joventut - 1992–1993: Marbella Joventut |  | - 1993–1995: 7up Joventut - 1996–1998: Festina Joventut - 1999–2000: Pinturas Bruguer Badalona - 2001–2011: DKV Joventut - 2011–2016: FIATC Joventut - 2016–2019: Divina Seguros Joventut - seit 2019: Club Joventut Badalona |

## Wichtige Spieler
- 1930er Jahre:
- 1940er Jahre: Marcel·lí Maneja
- 1950er Jahre:
- 1960er Jahre: Josep Lluís Cortés, Francesc Buscató, Alfonso Martínez, Enric Margall, Narcís Margall, Guifré Gol, Josep María Oleart,
- 1970er Jahre: Luís Miguel Santillana, Josep María Margall, Zoran Slavnić, Ed Johnson, Juan Ramon Fernández, Joan Filbà,
- 1980er Jahre: Gonzalo Sagi-Vela, Miguel López Abril, Andrés Giménez, Jordi Villacampa, Jose Montero, Rafael Jofresa, Greg Stewart, David Russell, Rafael Vecina, Gerald Kazanowsky, Mike Schultz, Art Housey, Reggie Johnson, Xavi Crespo, Joe Meriweather, Stokes, Jones, Medianero, Lemone Lampley, Jordi Pardo.
- 1990er Jahre: Ferran Martínez, Corny Thompson, Juan Antonio Morales, Tomás Jofresa, Carles Ruf, Mike Smith, Harold Pressley, Joe Kopicki, Iván Corrales, Dani Pérez, Nenad Markovic, César Sanmartín, Anicet Lavodrama, Andre Turner, Andy Toolson, Fran Murcia, Dani García, Tanoka Beard, Ken Bannister, Nacho Biota, Jackie Espinosa, Nikola Loncar, Roger Grimau, Darryl Middleton, Quique Andreu, Sergei Babkow, Álex Mumbrú, Raül López.
- 2000er Jahre: Rudy Fernández, Slaven Rimac, Stéphane Dumas, Juan Alberto Espil, Maceo Baston, Carles Marco, Nikola Radulović, Souley Drame, Paco Vázquez, Žan Tabak, Alain Digbeu, Alfons Alzamora, Elmer Bennett, Marcelinho Huertas, Luboš Bartoň, Ricky Rubio, Jan Jagla

## Erfolge
- Europapokal der Landesmeister: 1993/94
- Korać-Cup: 1980/81, 1989/90
- ULEB Cup: 2007/08
- Spanische Meisterschaft: 1966/67, 1977/78, 1990/91, 1991/92
- Copa del Rey de Baloncesto: 1948, 1953, 1955, 1958, 1969, 1976, 1997, 2008
- FIBA EuroCup: 2005/06
- Copa Príncipe de Asturias de Baloncesto: 1986/87, 1988/89, 1990/91
- Lliga Catalana de Basquet: 1986, 1987, 1988, 1990, 1991, 1992 1994, 1998, 2005